# Beloretsk
Beloretsk (en russe : Белорецк) est une ville de la république de Bachkirie, en Russie, et le centre administratif du raïon Beloretski. Sa population s'élevait à 65 054 habitants en 2019.

## Géographie
Beloretsk est située dans le sud de l'Oural, sur la rivière Belaïa. Elle se trouve à 72 km au nord-ouest de Magnitogorsk, à 178 km au sud-est d'Oufa, à 235 km au sud-ouest de Tcheliabinsk et à 1 340 km à l'est de Moscou.

## Histoire
Beloretsk a été fondée en 1762, près de la nouvelle usine sidérurgique de Beloretsk, au bord de la rivière Belaïa. Elle a le statut de ville depuis 1923.

## Population
Recensements (*) ou estimations de la population
| 1897* | 1926*  | 1931   | 1939*  | 1959*  | 1970*  | 1979*  |
| ----- | ------ | ------ | ------ | ------ | ------ | ------ |
| 8 300 | 19 866 | 27 400 | 40 566 | 59 315 | 67 099 | 71 246 |

| 1989*  | 2002*  | 2006   | 2010*  | 2012   | 2013   | 2014   |
| ------ | ------ | ------ | ------ | ------ | ------ | ------ |
| 72 434 | 71 093 | 69 695 | 68 806 | 68 363 | 67 735 | 66 939 |

| 2015   | 2016   | 2017   | 2018   | 2019   | - | - |
| ------ | ------ | ------ | ------ | ------ | - | - |
| 66 584 | 66 171 | 65 801 | 65 477 | 65 054 | - | - |

## Économie
La principale entreprise de la ville est le Combinat métallurgique de Beloretsk (en russe : ОАО Белорецкий металлургический комбинат, OAO Beloretski metalourguitcheski kombinat) dont l'origine remonte à 1762. Il produit des fils d'acier de diverses catégories pour de nombreux usages. L'entreprise emploie 14 000 salariés.
Beloretsk fabrique également des ressorts, de l'outillage, des vêtements, des produits alimentaires.

## Personnalités
- Natalia Bashinskaya (1964-), biathlète biélorusse, née à Beloretsk.